# Myiagra ferrocyanea
El monarca acerado (Myiagra ferrocyanea) es una especie de ave paseriforme de la familia Monarchidae endémica del archipiélago de las islas Salomón.

## Distribución
Se lo encuentra en el archipiélago de las islas Salomón (Papúa Nueva Guinea y las islas Salomón), excepto Makira.

## Subespecies
Se reconocen las siguientes:
- M. f. cinerea (Mathews, 1928) - Bougainville y Buka
- M. f. ferrocyanea Ramsay, EP, 1879 - Santa Isabel, Choiseul y Guadalcanal
- M. f. feminina Rothschild & Hartert, 1901 - Islas Nueva Georgia
- M. f. malaitae Mayr, 1931 - Malaita

## Ecología
En gran medida es un ave insectívora, aunque a veces se alimenta de frutos, crustáceos y moluscos pequeños. Permanece en las zonas bajas e intermedias  con vegetación densa, aunque también a veces desciende a la playa en busca de presas. Es una especie muy activa, con una frecuencia elevada de llamados, también acostumbra acomodarse la cola y las alas en un gesto para distraer a las presas. Captura artrópodos planeando, al vuelo y picoteando de entre las hojas, palmas y pastos.